# Giáo sư X
Giáo sư X (tên thật Charles Xavier) là một siêu nhân giả tưởng xuất hiện trong các truyện tranh Mỹ do Marvel Comics xuất bản, cũng như một số phim truyện và phim truyền hình. Nhân vật này được nhà văn Stan Lee và họa sĩ Jack Kirby sáng tạo ra vào năm 1963.

## Nhân vật
Mục tiêu của Xavier là nâng cao ý thức cộng đồng và giành lấy quyền bình đằng cho người đột biến, để người đột biến và người bình thường có thể cùng chung sống, bảo vệ họ tránh khỏi những hành vi bạo lực của con người cũng như ngăn chặn việc người đột biến phạm tội, bao gồm cả người bạn cũ Magneto của ông. Để hoàn thành những mục tiêu này, ông đã thành lập Trường học dành cho thiếu niên tài năng của Xavier để giúp những người đột biến tìm hiểu và kiểm soát sức mạnh của họ. Nhóm học viên đầu tiên mà Xavier đào tạo là nhóm X-Men gồm có: (Cyclops, Iceman, Marvel Girl, Angel, và Beast). Ông cũng có ảnh hưởng lớn với các nhóm khác trong Vũ trụ Marvel, ông không cùng quan điểm với chính phủ nhưng lại được các nhóm siêu anh hùng khác tin tưởng như: Avengers và Bộ tứ siêu đẳng. Tuy nhiên, ông cũng đã có được sự thoả hiệp và đồng ý của một vài tổ chức từ thiện và các sinh viên.
Ông thường xuyên hoạt động đòi quyền lợi cho người đột biết đồng thời cũng là tác giả của các chương trình xã hội trợ giúp cho người đột biến. Đồng thời, ông luôn chủ động công khai việc mình và nhóm X-Men là người đột biến trong các tập truyện phát hành vào năm 2000. Ông cũng xuất hiện trong hầu hết các series phim hoạt hình, các video game, thường là các nhân vật không thể điều khiển bởi sự khuyết tật của ông. Patrick Stewart là người đóng vai giáo sư X trong phiên bản phim điển ảnh chuyển thể X-Men năm 2000.
Theo tờ BusinessWeek, Charles Xavier là một trong mười nhân vật giả tưởng thông minh nhất trong truyện tranh nước Mỹ.
Trong một số tập truyện tranh cũng đề cập tới việc một phần bản tính xấu trong con người Xavier muốn nổi dậy để giành tự do. Nhân vật này chủ yếu xuất hiện trong tập truyện Onslaught. Theo đó, Onslaught được tạo ra bởi những hành động xấu xa mà Xavier đã thực hiện.